# Repere Transilvane
A Repere Transilvane 1999. május – 2000. február között megjelent zilahi hetilap.

## Története
Az első szám 1999. május 4-én, az utolsó 2000 februárjában jelent meg.

## Munkatársai
Manuela Elena Dascălu, Horațiu Eligiu Mezei, Fejér László, Sebastian Olaru, Dr. Vasile Florin Mirgheșiu, Ioan Lupa Crișan, Olivian Mircea Vădan, Dana Aga, Cristina Mușat Carastoian, Daniel Săuca, Marilena Aga, Gelu Neamțu, Marian Pop.

## Tartalma
A lap tizenhat oldalából tizenöt román, egy magyar nyelvű volt.